# Kate Rusby
Kate Rusby (ur. 4 grudnia 1973 w Sheffield) – angielska piosenkarka folkowa i autorka piosenek. Jedna z niewielu piosenkarzy folkowych nominowanych do Mercury Prize.

## Życiorys
Urodziła się w rodzinie muzyków w Sheffield w hrabstwie South Yorkshire. W dzieciństwie uczyła się gry na gitarze, skrzypcach, pianinie oraz śpiewu. W latach 90. była wokalistką zespołu The Poozies, grającego muzykę celtycką. Jej pierwszy solowy album, Hourglass, ukazał się w 1997 roku. W 2008 roku wydano album Sweet Bells, gdzie znalazły się tradycyjne piosenki na Boże Narodzenie z okolic South Yorkshire.

## Dyskografia
Albumy solowe:
- Hourglass (1997)
- Sleepless (1999)
- Little Lights (2001)
- 10 (2002)
- Heartlands (2003)
- Underneath the Stars (2003)
- The Girl Who Couldn't Fly (2005)
- Awkward Annie (2007)
- Sweeet Bells (2008)
- Make the Light (2010)
- While Mortals Sleep (2011)